# Морские нимфы
«Морские нимфы» (англ. The Sea Nymphs) — американская короткометражная кинокомедия Мака Сеннета 1914 года с Роско Арбаклом в главной роли.

## Сюжет
Фэтти, его жена и мать плывут на пароме до острова Каталина для отдыха, так же как Мейбл с её отцом. Мейбл и Фэтти флиртуют друг с другом, и Толстяк бросает её отца за борт, думая, что он — другой поклонник.

## В ролях
- Роско «Толстяк» Арбакл — Фэтти
- Мэйбл Норманд — Мейбл
- Мак Суэйн — Эмброуз
- Минта Дёрфи — жена Фэтти
- Элис Дэвенпорт — мать Фэтти
- Чарльз Эйвери — отец Мейбл
- Джимми Брайант — полицейский
- Уильям Хаубер — незначительная роль
- Гарри Маккой — полицейский